# Jules Dassin
Julius Moses (Jules) Dassin (Middletown, 18 december 1911 – Athene, 31 maart 2008) was een Amerikaanse filmregisseur.

## Levensloop
Jules Dassin begon als toneelacteur bij de ARTEF (Yiddish Proletarian Theater) in New York, maar hij brak door met de films noirs Brute Force, The Naked City en Thieves' Highway in de jaren 40. In de jaren 50 werd hij gedwongen enige jaren te verhuizen naar Europa, omdat hij door het House Committee on Un-American Activities op de zwarte lijst werd geplaatst. Daar maakte hij onder andere de films Du rififi chez les hommes, die op het Filmfestival van Cannes de prijs voor beste regisseur won, en Night and the City. In 1966 trouwde hij met actrice Melina Mercouri, met wie hij onder andere de films Never on Sunday en Topkapi maakte. Die eerste film werd genomineerd voor een Oscar voor beste regisseur en beste oorspronkelijke scenario.
Gedurende zijn gehele loopbaan regisseerde Jules Dassin circa vijfentwintig films, schreef tien filmscenario’s en speelde in zes films. Als perfectionist eiste hij veel van zichzelf en hij was nooit echt tevreden met het behaalde resultaat. Er was altijd ruimte voor verbetering.
In 2008 overleed Jules Dassin op 96-jarige leeftijd in een ziekenhuis in Athene. Zijn zoon Joe Dassin, een bekend Franstalige Amerikaanse zanger en muzikant, was al in 1980 op 41-jarige leeftijd overleden.

### Van Odessa naar Dassin
Jules Dassin was een van de zeven kinderen van Samuel en Bertha Dassin, joodse immigranten uit Oekraïne. Toen Samuel Dassin in de Verenigde Staten arriveerde, verwisselde de douane zijn achternaam, die niet meer te achterhalen is, met zijn geboorteplaats Odessa. Odessa werd eerst op zijn Amerikaans “Dessa”, vervolgens “Dessine” en uiteindelijk “Dassin”. Als kapper verdiende Samuel Dassin zijn brood in Middletown, Connecticut, en daar werd op 18 december 1911 Jules (Julius Moses) geboren. Het gezin verhuisde vele malen, onder andere naar de Bronx, Harlem en Lower East Side. Zijn middelbareschooltijd bracht hij door op de Morris High School in de Bronx.

### Artef, het joods theater in Manhattan
Dassins droom om acteur te worden kwam dichterbij toen hij werd geaccepteerd bij Artef, (Jiddisch acroniem voor Arbeter Teater Farband), een joods theater, opgericht in Manhattan halverwege de jaren twintig van de twintigste eeuw. Ideologisch gezien was Artef uiterst links: de hoop was gevestigd op een communistische maatschappij in Amerika. Dassin is tweeëntwintig jaar als hij in 1933 trouwt met Béatrice Launer, dochter van een joodse timmerman en een getalenteerd violiste, opgeleid als beursstudente aan de beroemde Juillard School of Music. Samen krijgen zij drie kinderen, een zoon Joseph Ira (Joe), geboren in 1938 in New York, en twee dochters Richelle (1940) en Julie (1944), geboren in Los Angeles.

### Loopbaan in de Verenigde Staten
Dassins carrière als regisseur begint als hij Alfred Hitchcock in 1941 assisteert bij de opname van Mr. & Mrs. Smith, de enige komische speelfilm van Hitchcock met in de hoofdrollen Carole Lombard en Robert Montgomery. Hierna krijgt Jules Dassin een contract bij MGM. Hij regisseert onder andere Brute Force (1947) met Burt Lancaster in de hoofdrol, The Naked City (1948), en Thieves' Highway (1949). Het lijkt een veelbelovende carrière te worden, maar dan wordt Jules Dassin, tijdens het McCarthyistische tijdperk, in 1950 geconfronteerd met zijn lidmaatschap van de communistische partij in de jaren 30, een lidmaatschap dat hij overigens in 1939 had beëindigd na zijn teleurstelling over het non-agressie verdrag tussen Stalin en Hitler (het Molotov-Ribbentroppact). Jules Dassin wordt op een zwarte lijst geplaatst, waardoor het werken hem in de Verenigde Staten nagenoeg onmogelijk wordt gemaakt. In 1950 regisseert hij Night and the City met Richard Widmark in de hoofdrol. De opnames vinden plaats in Londen. Daarna besluit hij Amerika met zijn gezin definitief te verlaten en verhuist naar Europa.

### Een nieuw leven in Europa
Na enkele moeilijke jaren heeft hij zijn eerste grote succes met de Franse thriller Du rififi chez les hommes (1955), een klassieke heist film en beschouwd als een van de beste uit dit genre, waarvoor hij tijdens het filmfestival van Cannes de “Best Director Award” ontvangt. Tijdens dit festival ontmoet hij de Griekse actrice Melina Mercouri, een vrouw die zijn verdere leven zal bepalen. Zij krijgt een rol in een aantal films die Jules Dassin hierna maakt, zoals Celui qui doit mourir (1957) en La legge (1959) met Gina Lollobrigida en Marcello Mastroianni. In 1960 regisseert Jules Dassin Never on Sunday. Hij neemt zelf de rol op zich van Homer, een toerist uit Middletown, Connecticut, en Melina Mercouri speelt de hoofdrol van de prostituee Ilya. Zij ontvangt hiervoor tijdens het filmfestival van Cannes de “Best Actress Award”. Het bouzouki thema van de film werd een grote hit in de jaren zestig en leverde de componist Manos Hatzidakis (ook wel: Hadjidakis) in 1961 een Oscar op voor de beste filmmuziek.
In 1964 regisseert Jules Dassin Topkapi, een komische variant van de eerdere Du rififi chez les hommes, met in de hoofdrollen Melina Mercouri, Peter Ustinov en Maximilian Schell. Hij geeft zijn zoon Joe Dassin ook een rol. De filmmuziek is weer van Manos Hatzidakis.

### Zijn leven met Melina Mercouri
In 1966 trouwt Jules Dassin met Melina Mercouri. Na de militaire staatsgreep in Griekenland ging deze dochter van een politicus uit Athene in 1967 vrijwillig in ballingschap. Zij voerde jarenlang actie tegen het militaire regime, dat in 1974 de macht verloor. In 1977 trad zij als lid van de nieuwe socialistische partij van Papandreou toe tot het Griekse parlement en tussen 1981 en 1989 was zij de eerste vrouwelijke minister van Cultuur. Zij werd opnieuw minister van Cultuur van 1993 tot haar dood in 1994. Melina Mercouri zette zich ook in om de Elgin Marbles terug te halen naar Griekenland. Jules Dassin steunde haar hierin. Na haar dood in 1994 stopte Jules Dassin met regisseren en richtte hij de Melina Mercouri Stichting op om haar strijd voort te zetten. Hij bleef in Athene wonen en zou daar op 31 maart 2008 op 96-jarige leeftijd overlijden.

## Filmografie
- 1941: The Tell-Tale Heart
- 1942: Nazi Agent
- 1942: The Affairs of Martha
- 1942: Reunion in France
- 1943: Young Ideas
- 1944: The Canterville Ghost
- 1946: Two Smart People
- 1946: A Letter for Evie
- 1947: Brute Force
- 1948: The Naked City
- 1949: Thieves' Highway
- 1950: Night and the City
- 1955: Du rififi chez les hommes
- 1957: Celui qui doit mourir
- 1959: La legge
- 1960: Never on Sunday
- 1962: Phaedra
- 1964: Topkapi
- 1966: 10:30 P.M. Summer
- 1968: Hamilchama al hashalom
- 1968: Uptight
- 1970: Promise at Dawn
- 1974: The Rehearsal
- 1978: A Dream of Passion
- 1980: Circle of Two

- Bibsys: 6019551
- Biblioteca Nacional de España: XX4581169
- Bibliothèque nationale de France: cb12001627c (data)
- CiNii: DA09933076
- Gemeinsame Normdatei: 12402551X
- International Standard Name Identifier: 0000 0000 8183 3995
- Library of Congress Control Number: n88660679
- Nationale Bibliotheek van Tsjechië: ola2002159095
- Nationale Bibliotheek van Israël: 987007318322805171
- Nationale Bibliotheek van Polen: a0000002896982
- Nederlandse Thesaurus van Auteursnamen: 070922527
- Réseau des bibliothèques de Suisse occidentale: 02-A003155903
- LIBRIS: 307283
- SNAC: w66m3t4r
- Système universitaire de documentation: 028117859
- Union List of Artist Names: 500471737
- Virtual International Authority File: 114983119
- WorldCat: E39PBJtMm9gQQd34J8dhd47JXd

The Tell-Tale Heart (1941) · Nazi Agent (1942) · The Affairs of Martha (1942) · Reunion in France (1942) · Young Ideas (1943) · The Canterville Ghost (1944) · Two Smart People (1946) · A Letter for Evie (1946) · Brute Force (1947) · The Naked City (1948) · Thieves' Highway (1949) · Night and the City (1950) · Du rififi chez les hommes (1955) · Celui qui doit mourir (1957) · La legge (1959) · Never on Sunday (1960) · Phaedra (1962) · Topkapi (1964) · 10:30 P.M. Summer (1966) · Hamilchama al hashalom (1968) · Uptight (1968) · Promise at Dawn (1970) · The Rehearsal (1974) · A Dream of Passion (1978) · Circle of Two (1980)